# Sonietchka
Sonietchka (titre original : Сонечка) est un roman russe de Lioudmila Oulitskaïa publié en 1992 en Russie (dans la revue littéraire Novyi mir  = Nouveau monde) et paru en français, le 2 avril 1996, aux éditions Gallimard. 
Ce roman a reçu le prix Médicis étranger 1992, ex aequo avec Himmelfarb de Michael Krüger(Allemagne).

## Résumé
Ce court texte raconte l'histoire de vie de Sonia une jeune femme ni belle ni laide passionnée, voire dévorée par la lecture. La protagoniste se fait demander en mariage par surprise par un quasi inconnu et ainsi commence sa vie de jeune femme mariée. Elle a une enfant avec cet homme, laisse de côté la lecture pour se plonger dans la vie domestique. Tout se déroule parfaitement pour la famille jusqu'à l'arrivée dans leur vie d'une amie de leur fille, Jasia. Celle-ci à 13 ans, jolie et sûre d'elle, jeune orpheline, se débrouillant dans la vie notamment en vendant son corps contre des services. Son arrivée bouleverse le mari de Sonia qui entame avec elle une relation charnelle. Sonia quant à elle accepte sans problème la situation et continue à se dévouer à sa famille.  

## Éditions
- Sonietchka, éditions Gallimard, 1996  (ISBN 2-070-73872-8).